# Mindre maskstenknäck
Mindre maskstenknäck (Eophona migratoria) är en östasiatisk fågel i familjen finkar inom ordningen tättingar. Den häckar i sydöstra Ryssland, Kina och Korea. Vintertid flyttar den till sydligare delar av Kina, Japan och Taiwan. IUCN kategoriserar den som livskraftig. 

## Kännetecken

### Utseende
Mindre maskstenknäck är en medelstor (15-18 cm), stornäbbad fink med lång och kluven stjärt. Hanen har gråbrun kropp, svartspetsad gul näbb, blåsvart huva liksom blåsvarta vingar med vita teckningar på vingspetsar och handpennetäckare. Honan är mattare än hanen, saknar den svarta huvan och har mindre vitt på vingen.

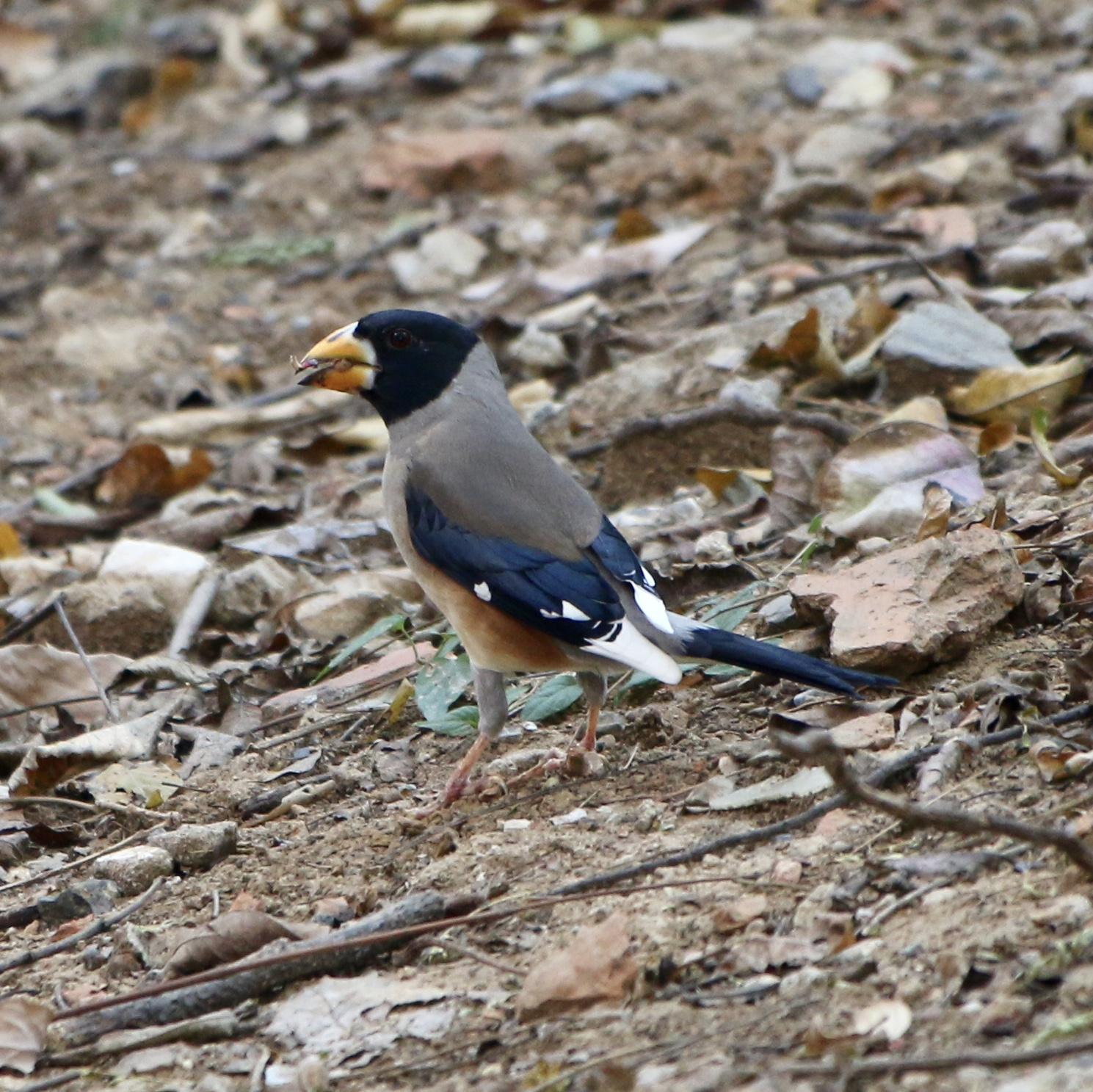
Hane.

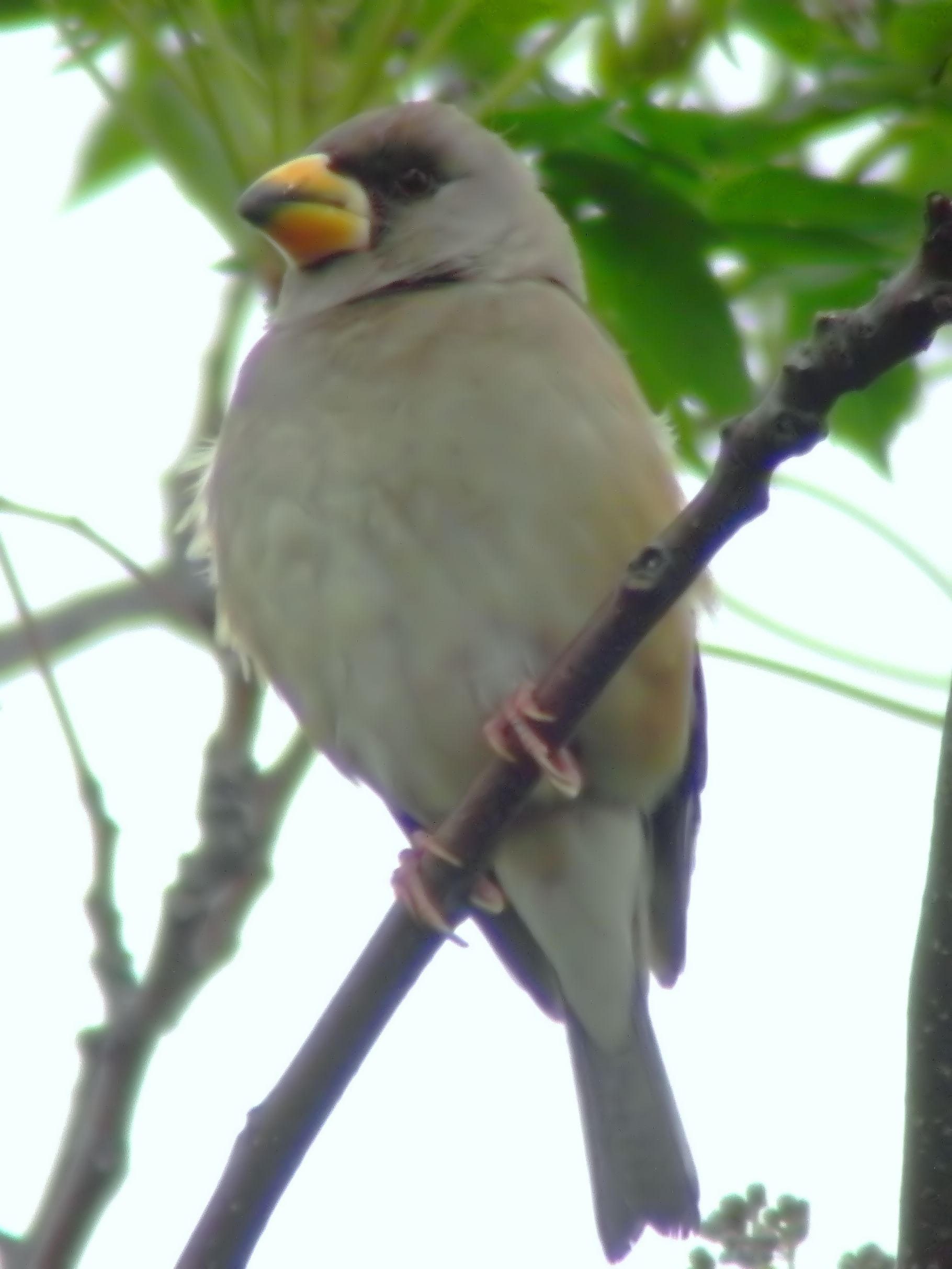
Hona.

### Läte
Sången består av olika drillar och visslingar. Lätet är ett högljutt "tek-tek".

## Utbredning och systematik
Mindre maskstenknäck delas in i två underarter med följande utbredning:
- Eophona migratoria migratoria – förekommer i östra Sibirien och ryska Fjärran östern (östra Transbajkal, centrala Amurland och södra Ussuriland), nordöstra Kina (Inre Mongoliet och Heilongjiang) samt Korea; flyttar vintertid till södra Japan (södra Honshu och Kyushu), östra Kina (Guangxi österut till Fujian) och Taiwan, sällsynt längre söderut
- Eophona migratoria sowerbyi – centrala och östcentrala Kina (västra Sichuan och Hubei österut till Shanghai); flyttar till Yunnan

Tillfälligt har den påträffats i norra Myanmar, nordöstra Thailand, norra Laos och östra Tonkin i Vietnam. Arten har observerats i Sverige, men det har bedömts osannolikt att den nått landet på naturlig väg.

## Levnadssätt
Mindre maskstenknäck förekommer i öppna skogslandskap (mestadels ekskog), ungskog, buskmarker, odlingsbygd, parker och trädgårdar. Den lever av frön från olika träd och buskar, men även frukt, bär och insekter. Fågeln häckar mellan maj och juli.

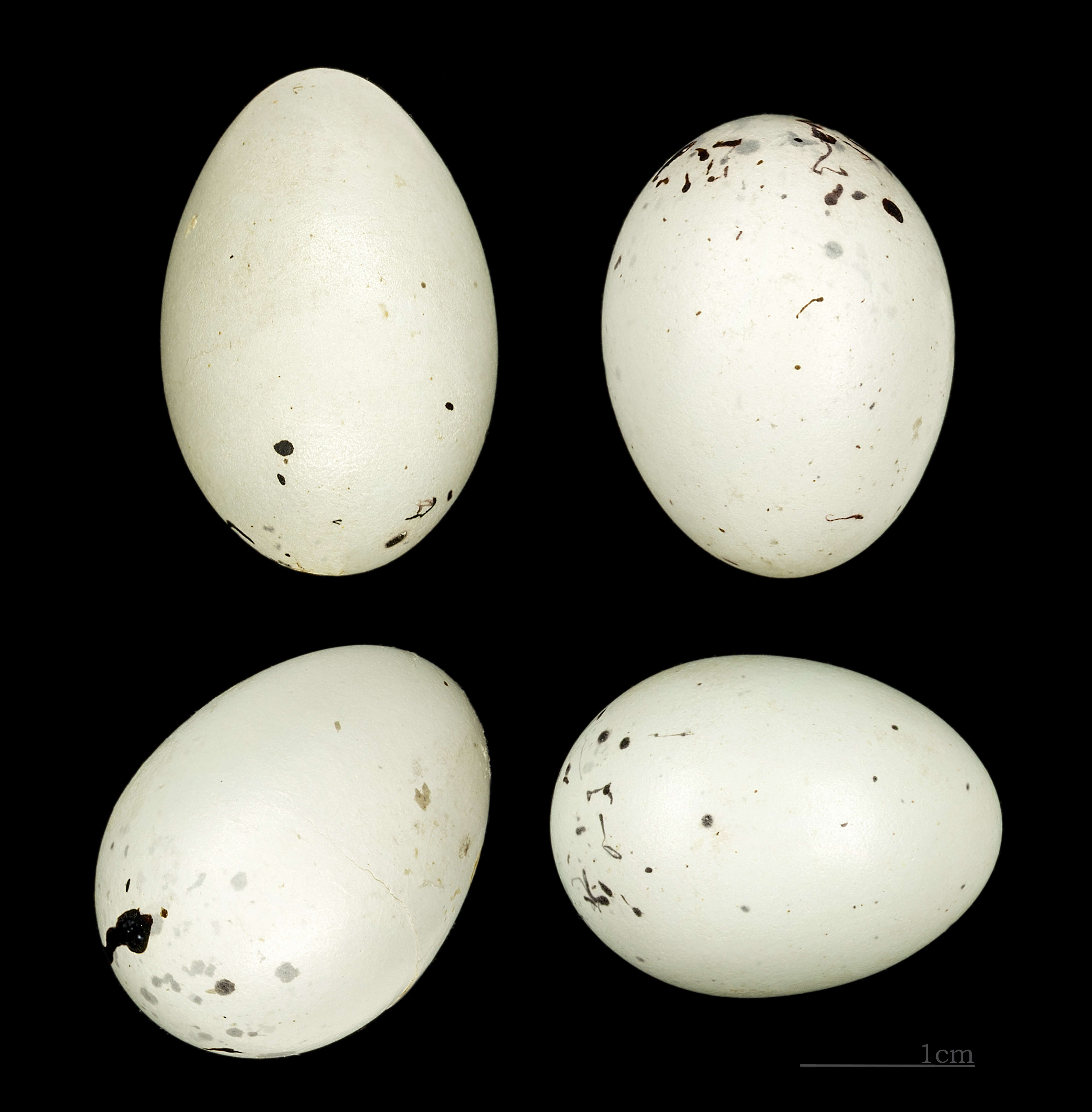
Ägg från mindre maskstenknäck.

### Släktskap
Mindre maskstenknäck delar släktet Eophona med större maskstenknäck (Eophona personata). DNA-studier visar att de tillsammans bildar en grupp med den europeiska stenknäcken (Coccothraustes coccothraustes).

## Status och hot
Arten har ett stort utbredningsområde, men tros minska i antal, dock inte tillräckligt kraftigt för att den ska betraktas som hotad. Internationella naturvårdsunionen IUCN listar arten som livskraftig (LC).  Världspopulationen har inte uppskattats men den beskrivs som lokalt vanlig, fåtalig eller oregelbunden.